# El Castellot (Balsareny)
El Castellot és una muntanya de 411 metres que es troba entre els municipis de Balsareny i de Navars, a la comarca catalana del Bages.